# Río Sábalo
Río Sábalo è un comune (corregimiento) della Repubblica di Panama situato nel distretto di Sambú, comarca di Emberá-Wounaan, di cui è capoluogo. Si estende su una superficie di 562,2 km² e conta una popolazione di 1.800 abitanti (censimento 2010).